# Wilhelmina Drucker

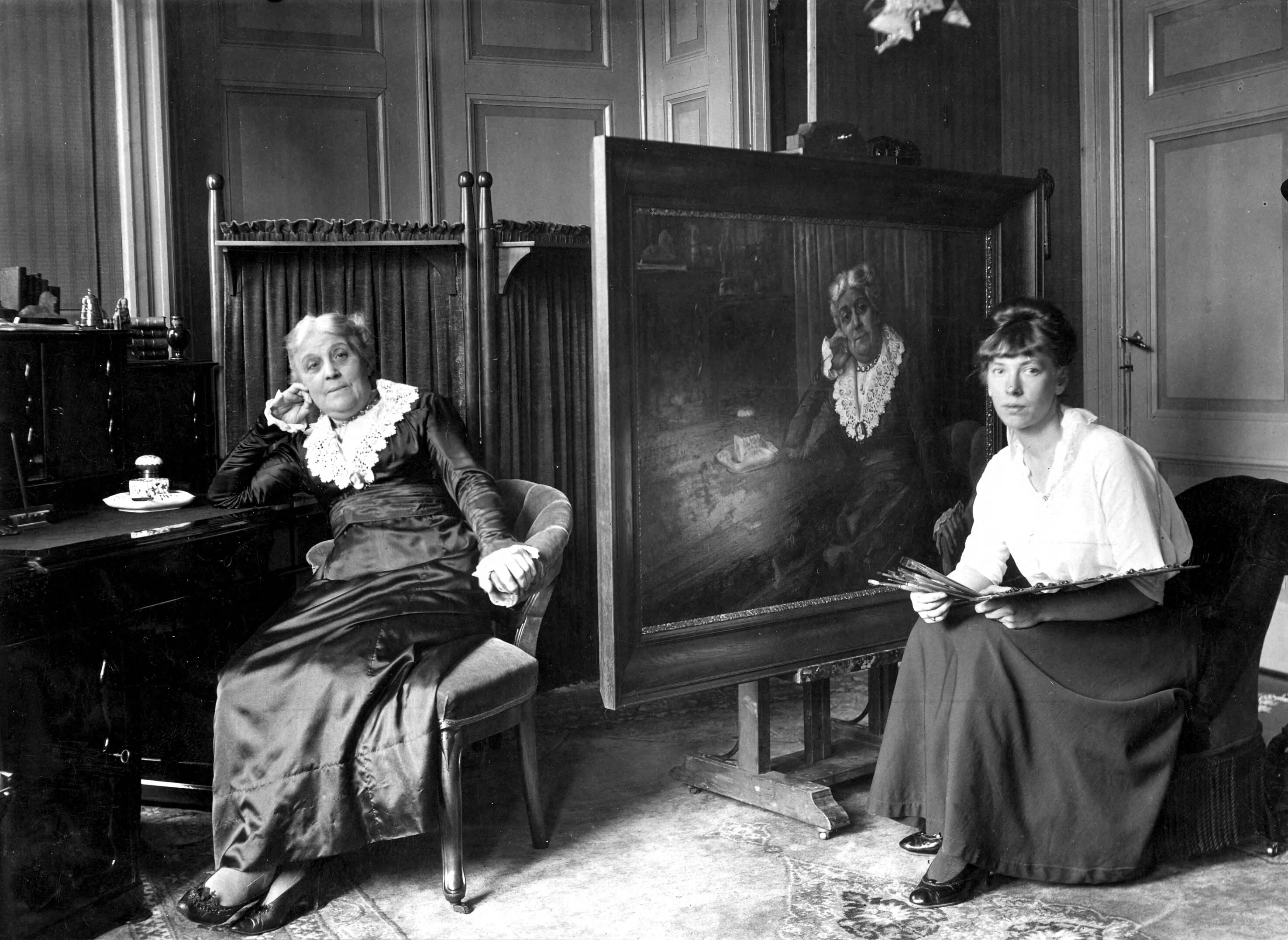
Wilhelmina Drucker, in posa per la pittrice Truus Claes, in occasione del suo 70º genetliaco.

Wilhelmina Drucker, nata Wilhelmina Elisabeth Lensing (Amsterdam, 30 settembre 1847 – Amsterdam, 5 dicembre 1925), è stata un'attivista olandese, una delle prime protagoniste del movimento femminista olandese.

## Biografia
Era nata, fuori dal matrimonio, da Constantia Lensing, una ragazza madre in condizioni di bisogno. 
Suo padre, Louis Drucker, era un ricco bancario che non riconobbe la paternità della bambina, non trasferendo alla figlia il proprio cognome. Wilhelmina Drucker frequentò una scuola cattolica ma, affidata alle cure della madre, non ricevé un'attenta educazione.
Nel 1884 rimase orfana di suo padre, di cui acquisì parte del patrimonio in eredità soltanto dopo un processo con il suo fratello il politico Hendrik Lodewijk Drucker, ottenendosi l'indipendenza economica per il resto della vita. Nel 1886 si inserì nel movimento socialista del suo paese, mostrandosi attiva soprattutto come giornalista. 
Nel 1899 Wilhelmina Drucker fondò la Vrije Vrouwen Vereeniging (Società delle donne libere) che, nel 1894, divenne la Vereeniging voor Vrouwenkiesrecht (Associazione per l'emancipazione della donna), la prima organizzazione femminile a sfondo socialista. Per la promozione delle sue idee si servì della rivista Evolutie (Evoluzione), che fu attiva dal 1893 al 1926. In uno degli incontri dell'associazione conosce la sarta Roosje Vos e le consiglia di creare il proprio sindacato che diventerà la prima unione sindacale delle donne nei Paesi Bassi, Naaistersbond Allen Een ("Unione di Tutte le Sarte").
Il soprannome dell’attivista era Ijzeren Mina, in italiano traducibile come “Mina di ferro”, da Mina diminutivo di Wilhelmina. Proprio da Ijzeren Mina le femministe degli anni Sessanta presero spunto per il movimento Dolle Mina fondato nel 1969 (dove dol in olandese significa pazzo).
Era sorella del politico liberale Hendrik Lodewijk Drucker.

## Pubblicazioni
- Internationaal Archief voor de Vrouwenbeweging : jaarboek = Yearbook International Archives for the Women's Movement : I. - Leiden : Brill, 1937. - 175p. : foto's
- Rapport van de Enquête-commissie, ingesteld door het Comité van Actie tegen het ontslag der gehuwde ambtenaressen / Wilhelmina Drucker, W. Willink-Altes. - [S.l.] : [s.n.], 1928. - 3 p.
- De verbetering van het recht der vrouw. Par. 1. De Vrije Vrouwenvereeniging / Wilhelmina Drucker. - Amsterdam : Elsevier, 1918. - 14p. Overdruk uit: De vrouw, de vrouwenbeweging en het vrouwensvraagstuk. Encyclopaedisch Handboek deel II onder redactie van C.M. Werker-Beaujon, Clara Wichmann en W.H.M. Werker p. 136-149.
- Waarde voorstander(ster) / M.W.H. Rutgers-Hoitsema, Martina G. Kramers, W. Drucker, M.J. de Soete. - [S.L.] : Vereeniging "Nationaal Comité in zake wettelijke regeling van vrouwenarbeid", 1916. - 1p.
- Geen blinde volgelingen : opgedragen aan de leden der Vereeniging voor Vrouwenkiesrecht / J.S.R. Baerveld-Haver, Wilhelmina Drucker, Nine Minnema, Jacoba F.D. Mossel, M.S. Wiener. - Amsterdam : [s.n.], 1916. - 19p. Xeroks
- Waarom kiezen de vrouwen niet mee? / Wilhelmina Drucker. - Amsterdam : Vrije Vrouwenvereeniging, 1915. - 2p.
- Moederschap : sexueele ethiek / M. Cohen Tervaert-Israëls, J. Rutgers, G. Kaptein-Muysken, W. Drucker, Ch. Carno-Barlen, Est.H. Hartsholt-Zeehandelaar, Titia van der Tuuk, Martina G. Kramers, C.C.A. de Bruine-van Dorp, Lod. van Mierop, S. van Houten, J.C. de Bruïne ; Nationaal Comité voor Moederbescherming en Sexueele Hervorming. - Almelo : Hilarius, 1913. - 158p.
- Autour du travail de la femme / W. Drucker. - Amsterdam : [s.n.], 1911. - 14p.
- Vrouwenarbeid in het verleden en in het heden : rede gehouden op de Algemeene Vergadering van den Nationalen Vrouwenraad in Nederland op 26 april 1906 te Groningen / Wilhelmina Drucker. - [S.l.] : [s.n.], 1906. - 10p.
- Over vrijen en trouwen, waar velen van houwen / Wilhelmina Drucker. - [S.l.] : [s.n.], 1905. - p. 138-139